# Светоч (Гродненская область)
Све́точ (бел. Све́тач, пол. Sienkiewicze (Szałudźki)) — деревня в Сморгонском районе Гродненской области Белоруссии.
Входит в состав Залесского сельсовета.
Расположена на правом берегу реки Оксна. Расстояние до районного центра Сморгонь по автодороге — около 4,5 км, до центра сельсовета агрогородка Залесье  по прямой — около 9 км. Ближайшие населённые пункты — Кунава, Свиридовичи, Шутовичи. Площадь занимаемой территории составляет 0,2762 км², протяжённость границ 5450 м.

## История
Деревня отмечена на карте 1850 года под названием Шалуцки в составе Сморгонской волости Ошмянского уезда Виленской губернии. В 1865 году Светоч насчитывал 15 дымов (дворов) и 129 жителей, из них 108 православных и 21 католик (52 ревизских души). Входил в состав имения Сморгонь.
После Советско-польской войны, завершившейся Рижским договором, в 1921 году Западная Белоруссия отошла к Польской Республике и деревня была включена в состав новообразованной сельской гмины Сморгонь Ошмянского повета Виленского воеводства.
В 1931 году Светоч насчитывал 33 дыма и 160 душ.
В 1939 году, согласно секретному протоколу, заключённому между СССР и Германией, Западная Белоруссия оказалась в сфере интересов советского государства и её территорию заняли войска Красной армии. Деревня вошла в состав новообразованного Сморгонского района Вилейской области БССР. После реорганизации административного-территориального деления БССР деревня была включена в состав новой Молодечненской области в 1944 году. В 1960 году, ввиду новой организации административно-территориального деления и упразднения Молодечненской области, Светоч вошёл в состав Гродненской области.

## Население
| 1865 | 1938 | 1999 | 2009 |
| ---- | ---- | ---- | ---- |
| 129  | 160  | 81   | 56   |

## Транспорт
Через деревню проходит автодорога местного значения Н7923 Свиридовичи — Светоч — Шутовичи.
Через Светоч проходят регулярные автобусные маршруты:
- Сморгонь — Боруны
- Сморгонь — Коптевичи
- Сморгонь — Крево
- Сморгонь — Кривск
- Сморгонь — Мирклишки
- Сморгонь — Ордаши
- Сморгонь — Переходы
- Сморгонь — Раковцы
- Сморгонь — Римтели

## Достопримечательности
В деревне находятся остатки фортификационных сооружений постройки 1915—18 годов.